# 阿爾弗雷德·馮·鐵必制
阿爾弗雷德·彼得·弗里德里希·馮·鐵必制（德語：Alfred Peter Friedrich von Tirpitz，1849年3月19日—1930年3月6日）是一名德國海軍元帥，於1897年至1916年擔任德意志帝國國家海軍辦公室的國務秘書，這是德意志帝國海軍強大的行政部門。在1871年德意志帝國成立之前，普魯士從來沒有一支大型海軍，其他德意志邦國也沒有。1890年代起，鐵必制將不大的帝國海軍變成一支可以威脅到英國皇家海軍的世界級力量。然而第一次世界大戰證明他的公海艦隊無法結束英國的制海權和對德經濟扼制。在日德蘭海戰，以德國戰術上的微弱勝利和戰略上的失敗而告終。由於公海艦隊的局限性在戰爭期間變得越來越明顯，鐵必制成為直言不諱的無限制潛艇戰倡導者，這一政策最終使德國與美國發生衝突。1916年3月15日，他被解職，再也沒有重新獲得權力。

## 家庭生活
鐵必制出生於普魯士王國東部勃蘭登堡省的屈斯特林（今波蘭科斯琴），父親是魯道夫·鐵必制（1811-1905年）早年是律師，後來成為法官，他的母親是一名醫生的女兒。鐵必制在奧得河畔法蘭克福長大。他在回憶錄中寫道，他小時候是個成績平平的學生。
鐵必制能說一口流利的英語，並且非常熟悉英國，因此他將自己的兩個女兒伊爾莎和瑪戈特送進了切爾滕納姆女子學院。
1884年11月18日，他與瑪麗亞·奧古斯塔·利普克（Maria Augusta Lipke，1860年10月11日出生於西普魯士维斯瓦河畔施韦茨，1941年去世）結婚。1900年6月12日，他被封為普魯士貴族，加封「馮」頭銜。他有四個孩子：
- 伊爾莎（1885-1982）：嫁給德國駐義大利大使烏爾里希·馮·哈塞爾，後者於1944年720事件中以反希特勒為名被處決
- 沃爾夫岡（1887-1965）：後成為海軍中尉，曾服役於美因茨號，於1914年8月28日在黑爾戈蘭灣海戰中戰艦沉沒後成為戰俘
- 馬克斯（1893-1956）：也加入德意志帝國海軍和納粹德國海軍，軍銜中校
- 瑪格特：事蹟不詳

## 海軍生涯
鐵必制加入普魯士海軍更多是出於偶然，當時他的一位朋友宣布他加入普魯士海軍。鐵必制受其影響，並在父母的同意下，於1865年4月24日，成為了一名海軍學員，當年鐵必制16歲。一年之內普魯士與奧地利爆發戰爭，1866年6月24日，鐵必制成為海軍中校（Seekadett），並被派往一艘巡邏英吉利海峽的帆船上。1866年，普魯士主導建立北德意志邦聯，普魯士海軍正式加入北德意志邦聯海軍，鐵必制於1869年6月24日加入這個新機構。

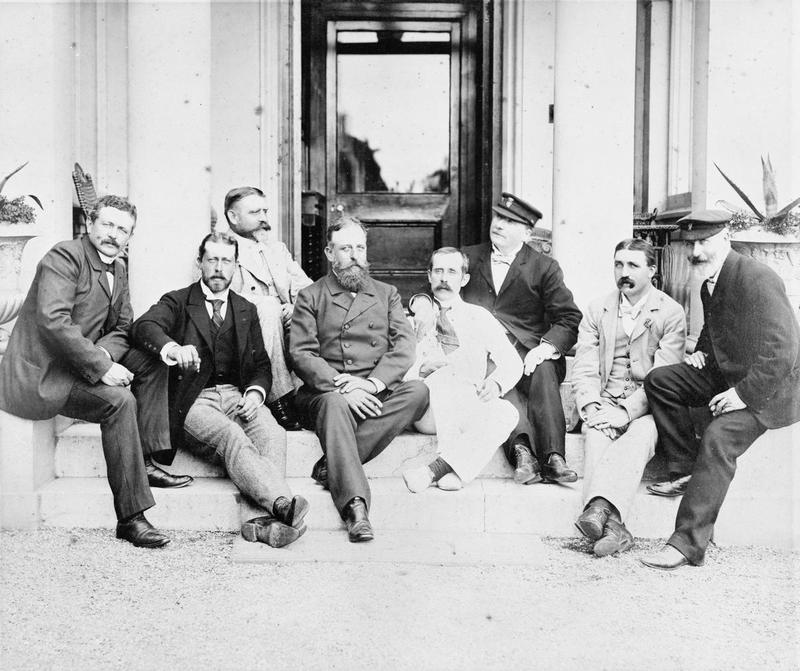
1900年代的德國海軍人物，普魯士親王海因里希（左二）、愛德華·馮·卡佩勒（左三）、阿爾弗雷德·馮·鐵必制（左四）和其他人，其他主要是英國人，攝於在英國科克皇后鎮皇家遊艇俱樂部

1869年9月22日，他獲得了少尉軍銜，並在鐵甲艦威廉國王號上服役。在普法戰爭期間，普魯士海軍人數大大少於敵方，因此船隻在整個戰爭期間都處於停泊狀態，這讓海軍非常尷尬。在鐵必制職業生涯的早期，普魯士和英國關係良好，普魯士海軍在英國港口停留了很長時間。鐵必制報告稱，普利茅斯比基爾更歡迎德國水手，那裡也更容易獲得設備和補給，品質也比國內更好。此時英國皇家海軍很高興協助普魯士海軍的發展，普魯士軍官也相當尊重英國同行。

### 魚雷監察
1871年德意志統一再次意味著海軍的名稱改變，升格為德意志帝國海軍。1872年5月25日，鐵必制晉升為海軍中尉（Leutnant zur See），1875年11月18日晉升為上尉（Kapitänleutnant）。1877年，他被選中參觀位於阜姆的懷特黑德魚雷工廠，隨後被任命為德國魚雷部門負責人，該部門後來更名為魚雷督察局。到1879年，一種可以投入使用的裝置已經生產出來，但即使在演示條件下，鐵必制也認為它偏離目標的可能性與擊中目標的可能性一樣大。1881年9月17日，他成為輕巡洋艦艦長（Korvettenkapitän）。鐵必制從研發魚雷開始，轉而研發用於發射魚雷的魚雷艇。鐵必制的遠親，時任海軍國務秘書利奧·馮·卡普里維與他一起制定戰術。卡普里維設想這些潛水艇將用於防禦最可能的敵人法國，但鐵必制卻著手製定攻擊法國海軍母港瑟堡的計畫。鐵必制後來將他在魚雷艇上度過的時光描述為「我一生中最美好的十一年」。

### 海軍發展戰略
1887年，魚雷艇護送威廉王太子（後來的威廉二世）參加其祖母維多利亞女王的金禧慶典，這是鐵必制第一次見到威廉。1888年7月，亞歷山大·馮·蒙特斯繼任卡普里維。魚雷艇不再被認為重要，鐵必制請求調任，指揮鐵甲艦普魯士號和符騰堡號。1888年11月24日，他晉升為上校（KapitänzurSee），並於1890年成為波羅的海艦隊的參謀長。有一次，德皇在基爾與海軍高級軍官共進晚餐，並詢問他們對海軍發展的意見。最後問題落到了鐵必制的身上，他建議建造戰艦。這個答案深深吸引了德皇，9個月後，他被調往柏林，負責制定創建公海艦隊的新策略。鐵必制任命了一支由他曾在魚雷艇上認識的軍官組成的團隊，並收集了各種船隻作為替代戰艦，進行演習以測試戰術。1892年12月1日，他向德皇報告了他的發現。這使他與海軍國務秘書海軍上將弗里德里希·馮·霍爾曼產生了衝突。霍爾曼負責採購船舶，並制定了在資金允許的情況下收集船舶的政策。鐵必制的結論是，最佳的戰鬥安排是由八艘相同的戰艦組成的艦隊，而不是任何其他具有混合能力的艦艇組合。然後將進一步的船隻以八艘為一組添加。霍爾曼主張建立一支包括巡洋艦在內的混合艦隊，用於執行海外遠洋作戰。鐵必制認為，在戰爭中，如果沒有足夠的戰艦支援，無論多少巡洋艦都不會安全。鐵必制於1892年成為海軍參謀長，並於1895年晉升為海軍少將（Konteradmiral）。
1895年秋，鐵必制的建議未被採納，他感到沮喪，於是要求被撤換。德皇不想失去他，因此要求他準備一套關於船舶建造的建議。這項命令是在1896年1月3日發出的，但時機不對，因為當時正值親英勢力襲擊南非德蘭士瓦，反對親德的布爾人。德皇立即下定決心要求巡洋艦它能夠遠距離操作並影響戰爭。霍爾曼的任務是從國會獲得資金用於建設計劃，但未能獲得足夠的資金來滿足任何人的需求。帝國總理霍亨洛厄認為擴大海軍毫無意義，並報告國會對此表示反對。海軍內閣首席海軍上將古斯塔夫·馮·森登-比布蘭（Gustav von Senden-Bibran）建議，唯一的可能性是更換霍爾曼；而威廉則衝動地決定任命鐵必制。
然而同時，霍爾曼已經獲得了建造一艘戰艦和三艘大型巡洋艦的資金。人們認為，在該法案尚未得到國會批准之前撤換他將是一個錯誤。相反，鐵必制被任命為德國東亞艦隊司令，但承諾在適當的時候任命他為秘書。巡洋艦中隊在香港的英國設施中運作，但由於德國船在可用碼頭方面始終佔據第二位，因此其表現遠不能令人滿意。鐵必制號被指示尋找一個合適的新港口地點，並選定了四個可能的地點。儘管他最初傾向於選擇膠州灣，但海軍機構中的其他人卻主張不同的地點，甚至鐵必制在他的最終報告中也對自己的承諾產生了動搖。1898年這片土地因「曹州教案」被德國軍隊強佔，並建立起胶州湾租借地。1896年3月12日，國會將霍爾曼的撥款從7,000萬名馬克削減至5,800萬馬克，霍爾曼提出辭呈。鐵必制被召回國，並被任命為帝國海軍辦公室（Reichsmarineamt）秘書。他繞了遠路回家，途中遊覽了美國，並於1897年6月6日抵達柏林。

### 帝國海軍辦公室國務秘書
6月15日，鐵必制向德皇提交了一份關於德國艦隊的組成和目的的備忘錄。條約將主要敵人定義為英國，主要衝突地區為黑爾戈蘭島和泰晤士河之間。全球巡洋艦戰爭被認為是不切實際的，因為德國幾乎沒有補給基地，而當務之急是派遣盡可能多的戰艦來對抗英國艦隊。目標是組成兩支由八艘戰艦組成的中隊，外加一艘艦隊旗艦和兩艘預備隊。該項目預計於1905年完工，耗資4.08億馬克，即每年5,800萬馬克，與現有預算相同。該提案在多個方面都具有創新性。它明確地顯示了海軍的需求，而之前海軍的發展卻是零散的。它制定了未來七年的計劃，無論是國會還是海軍都不應改變。它定義了德國外交政策的變化，以證明艦隊存在的合理性：英國到目前為止一直是友好的，但現在它正式成為了敵人。德皇同意了該計劃，鐵必制帶著一支海軍專家團隊退居黑森林的聖布拉辛，起草了一份海軍法案提交給國會。有關該計劃的資訊被洩露給了海軍最高司令部司令諾爾上將。鐵必制同意成立一個聯合委員會來討論海軍的變革，但隨後安排不讓委員會收到任何資訊。同樣，他與財政部國務卿安排了一個聯合委員會討論財政問題，但該委員會從未討論任何問題。同時，他繼續盡最大努力說服德皇和總理，以便在適當的時候，他可以宣布這些問題已經在更高層面上得到決定，從而避免爭論。
當法案即將完成時，鐵必制開始進行一輪訪問以獲得支持。他首先拜訪了前總理、資深政治家俾斯麥親王。在宣布德皇打算將下一艘下水的艦艇命名為「俾斯麥號」後，他說服了因與威廉二世意見不合而被解職的前總理，讓他謙虛地支持這一提議。鐵必制隨後拜訪了薩克森國王、巴伐利亞攝政王、巴登大公和奧爾登堡大公以及漢薩同盟城鎮的議會。10月19日，法案草案被送往印刷廠，準備提交給國會。鐵必制的做法是盡可能地遷就代表們。他很有耐心，脾氣也很和藹，他認為，只要把所有事情解釋清楚，代表們自然就會相信。各團體被邀請參加私人會議來討論法案。我們安排了參觀船舶和造船廠的活動。德皇和總理強調，艦隊的唯一目的是保衛德國，但即使是一流的強國在進攻之前也會三思。俾斯麥親王寫的一封信的重點在國會上宣讀，但沒有提到他表達保留意見的段落。散發的文件顯示了外國艦隊的相對規模，以及德國落後了多少，特別是考慮到其軍隊與其他國家相比的強大實力。
海軍部設立了一個新聞局，以確保記者得到全面的報告，並禮貌地回答所有異議。為了方便記者，我們提供了預先寫好的文章。大學教授被邀請就保護德國貿易的重要性發表演講。海軍聯盟的成立是為了宣傳世界海軍力量的理念及其對帝國的重要性。有人認為海外殖民地至關重要，德國理應享有「陽光下的地位」。聯盟會員人數從1898年的78,000人增加到1901年的60萬人，到1914年更是達到110萬人。分析他們的興趣和聯繫，以找到影響他們的方法。鋼鐵巨頭弗里茨·克虜伯和漢堡-美洲航運公司的船東阿爾伯特·巴林應邀發表演講，闡述該法案對貿易和工業帶來的好處。
有人提出反對意見，認為該法案放棄了國會最重要的權力之一，即每年審查政府支出的權力。保守派認為海軍的開支是浪費，如果有錢的話應該用在陸軍上，因為陸軍將是任何可能發生的戰爭的決定性因素。反對該法案的自由激進聯盟成員歐根·里希特指出，如果德國現在真的打算拿起三叉戟來匹敵其他軍隊，那麼這麼小的軍隊是不夠的，造船業也將無休止。社會民主黨議員奧古斯特·倍倍爾認為，雖然有很多議員是仇英分子，想要與英國挑起爭端，但想像這樣的艦隊能夠與皇家海軍抗衡簡直是瘋子，任何說這話的人都是瘋子。
然而辯論結束時，全國人民確信該法案將會且應該獲得通過。1898年3月26日，議會以212票對139票的多數票通過了該法案。鐵必制作為海軍大臣被提拔為普魯士國務部長。作為完成這項奇蹟的人，他的影響力和重要性是毋庸置疑的，並且在接下來的19年裡他一直處於政府的中心地位。

#### 第二海軍法案

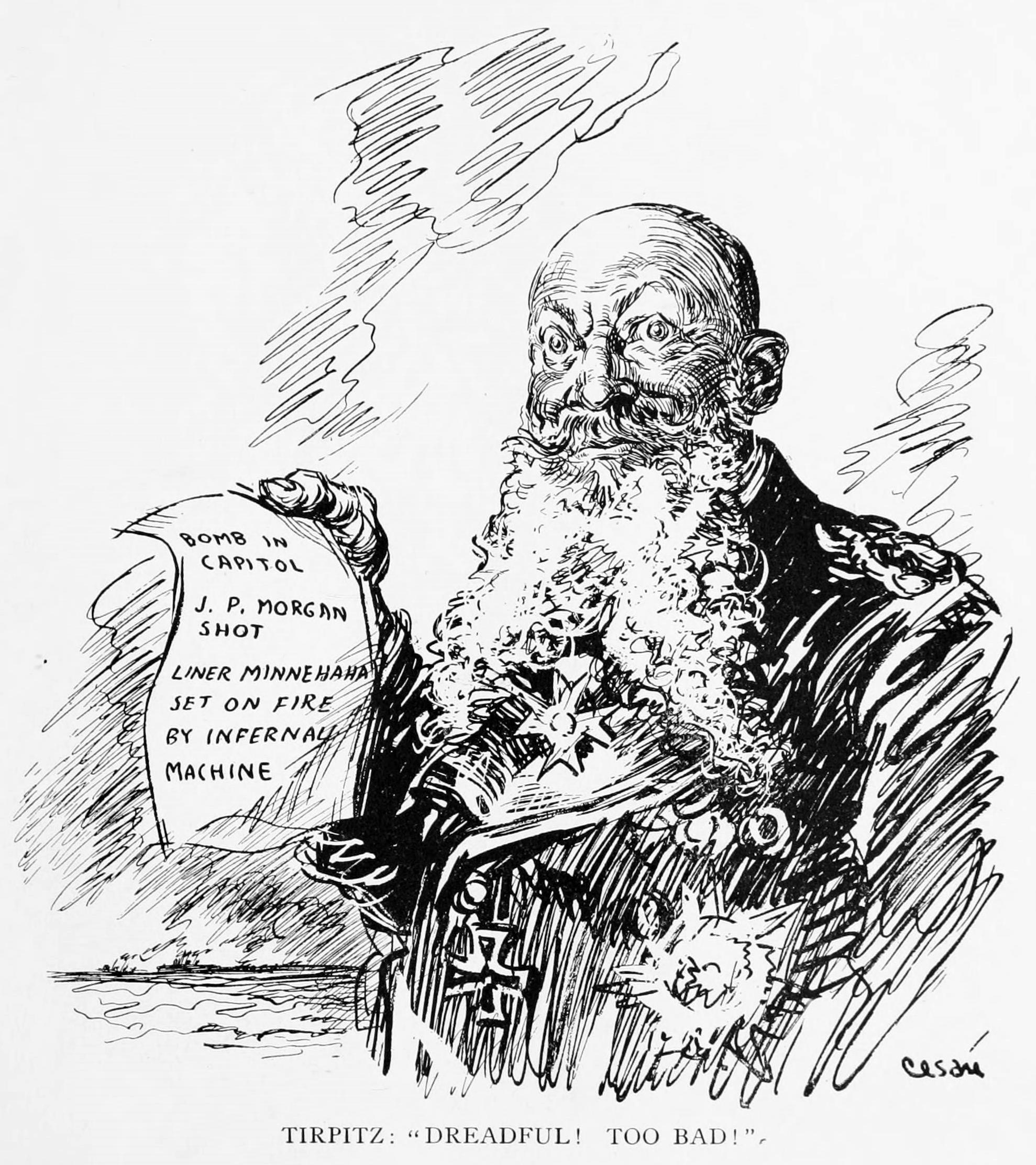
英國所繪的鐵必制諷刺畫

該法案通過一年後，鐵必制出現在國會面前並表示對該法案感到滿意。指定艦隊仍將比法國或英國的艦隊規模小，但能夠威懾波羅的海的俄羅斯艦隊。不到一年，一切都變了。1899年10月，英國與南非布爾人爆發布爾戰爭。1900年1月，一艘英國巡洋艦攔截了三艘德國郵輪，並搜查了它們是否攜帶了準備運往布爾人的戰爭物資。德國非常憤怒，第二部海軍法案的推出也就在此時出現了。第二項法案將戰艦的數量從19艘增加到38艘。這將形成由八艘艦艇組成的四個中隊，外加兩艘旗艦和四艘預備隊。該法案從1901年到1917年跨越了17年，最後一艘船將於1920年完工。它所要反對的權力更大。只有一個海軍可以做到這一點。1899年12月5日，鐵必制晉升為海軍中將。該法案於1900年6月20日通過。
序言中特別寫了對鐵必制風險理論的解釋。儘管德國艦隊規模較小，但擁有全球帝國的敵人很可能無法將所有力量集中在當地海域。即使能夠，德國艦隊仍然足夠強大，可以在任何戰鬥中造成重大破壞，足以使敵人無法維持其其他海軍任務，並遭受無法彌補的損失。因此，沒有這樣的敵人會冒險交戰。私下里，鐵必制承認了第二個風險：英國可能會發現德國艦隊不斷壯大，並在其發展到危險的規模之前發動攻擊。以前也採取過類似的做法，當納爾遜勳爵在哥本哈根擊沉丹麥船隻以防止它們落入法國人之手時。鐵必制估計這個危險期將在1904年或1905年結束。大戰開始之後。作為這項法案成功的獎勵，鐵必制於1900年被授予世襲的馮氏頭銜。

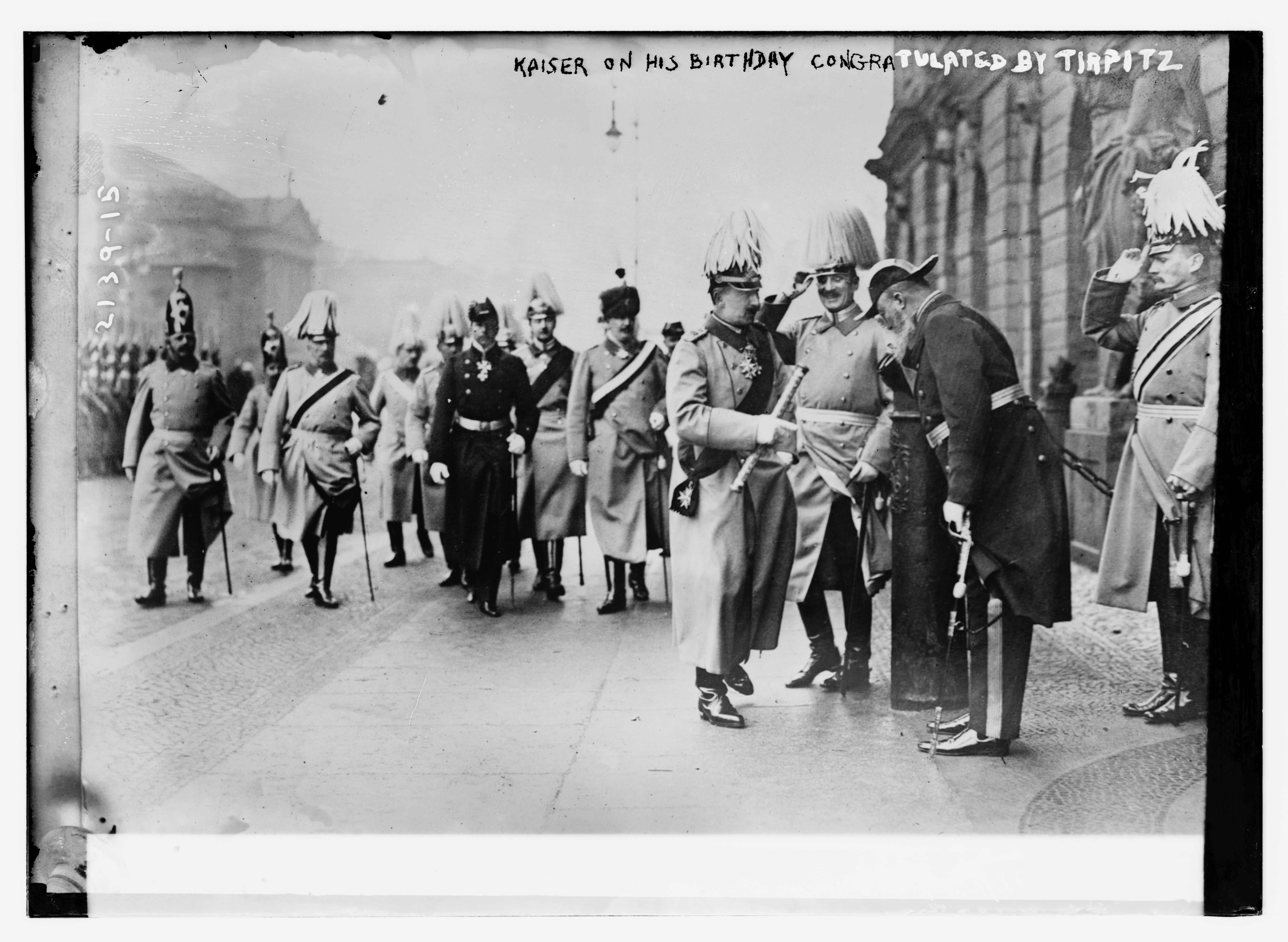
鐵必制在凱撒威廉二世生日當天向他祝賀

鐵必制注意到了他與德皇的關係中的困難。威廉尊敬他，因為他是唯一一個成功說服國會建立並擴大世界級海軍的人，但他仍然不可以預見的。他對海軍十分狂熱，但會提出瘋狂的改進想法，而鐵必制必須迴避這些想法才能實現他的目標。每年夏天，鐵必制都會和他的助手們前往聖布拉辛制定海軍計劃，然後在9月前往德皇在羅明滕的休養所，鐵必制發現在這裡他會更加放鬆，也更願意聽取有理有據的解釋。
1906年6月、1908年4月和1912年6月通過了三項補充海軍法案（Novelles）。第二次是由於擔心英國的入侵，將船艦的服役更換時間從25年縮短至20年。第三次危機是由阿加迪爾危機引起的，德國再次被迫撤退。這次又增加了三艘戰艦。
第一部海軍法並沒有在英國引起什麼恐慌。當時已經存在一項雙重強國標準，將英國艦隊的規模定義為至少是排在其後的兩大艦隊的總和。現在有了一個新的玩家，但她的艦隊規模與其他兩個潛在威脅俄羅斯和法國相似，並且許多戰艦已經在建造中。然而，第二條海軍法卻引起了嚴重的恐慌：英國政府下令派遣八艘愛德華七世級戰艦作為回應。德國建造船舶的規律性和效率如今被認為與世界上任何船舶一樣好，這引起了人們的擔憂。有關新戰艦設計的資訊表明，它們只能在距離本土基地短距離內行動，而不會長時間在海上停留。它們似乎只為北海作業而設計。最終英國放棄了自納爾遜時代以來實行的孤立政策，開始尋找盟友來對抗來自德國日益增長的威脅。船隻從世界各地撤回並返回英國水域，同時新船的建造量也有所增加。

#### 鐵必制計劃

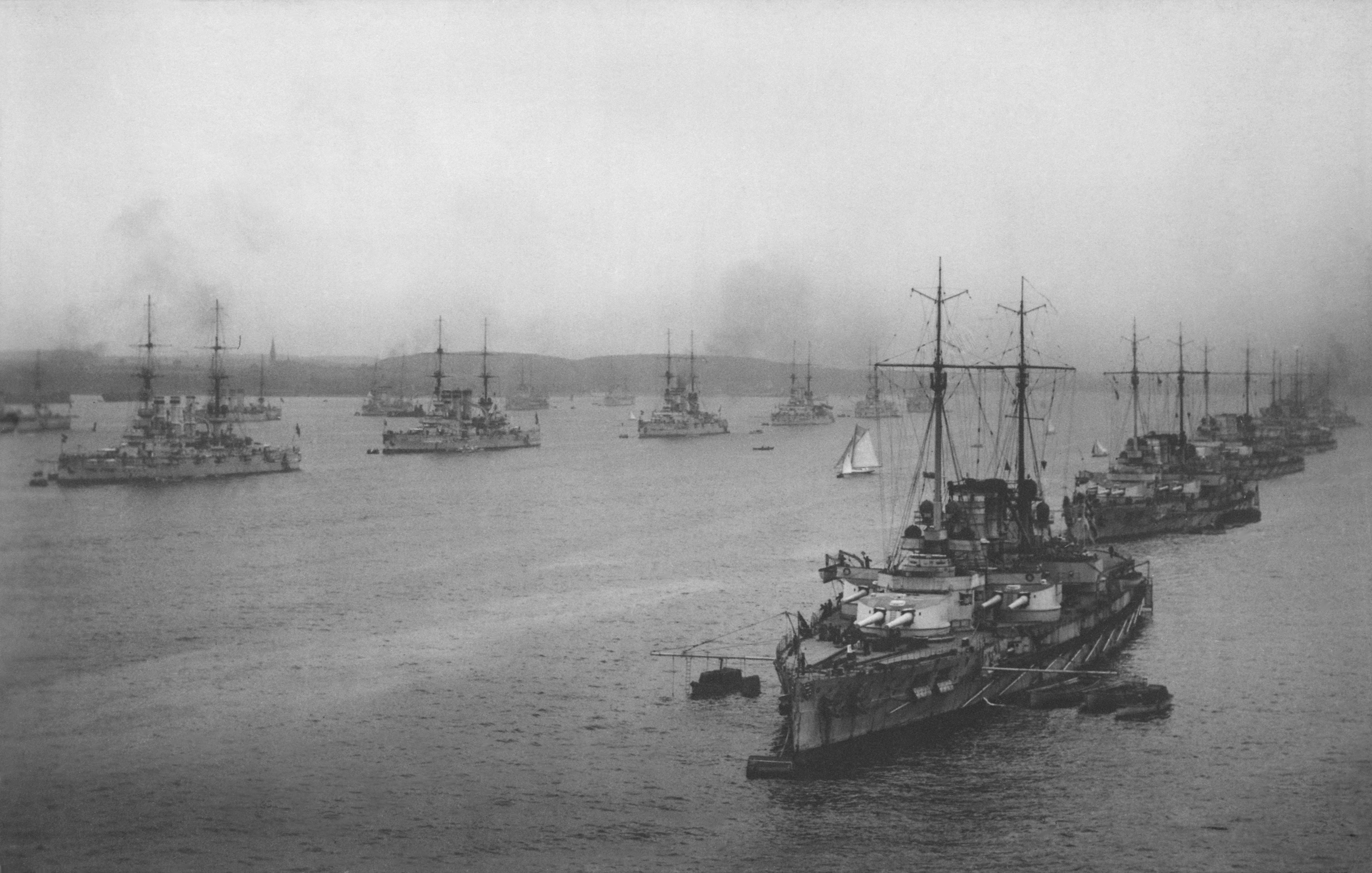
德國在極短時間內就發展出了一支世界噸位第二大的海軍，大大引發了英國國內的恐慌，並惡化了兩國的關係

鐵必制希望透過海軍力量取得世界強國地位，同時解決國內問題的計畫稱為鐵必制計畫。從政治角度來看，鐵必制計畫以1898年、1900年、1908年和1912年的艦隊法案為標誌。約40%）。其中包括17艘現代無畏艦、5艘戰列巡洋艦、25艘巡洋艦和20艘前無畏艦以及40艘以上的潛艇。儘管擴張計劃中包含了相當不切實際的目標，但它足以引起英國人的警覺，從而引發了一場代價高昂的海軍軍備競賽，並推動英國與法國建立更緊密的關係。
鐵必制認為，發展海上力量將促進德國的經濟利益，因此可以「緩解受過教育和未受過教育的社會民主黨人的緊張局勢」。鐵必制提出了一種“風險理論”，即如果德國帝國海軍相對於英國皇家海軍的實力達到一定水平，英國就會試圖避免與德國發生衝突（即維持一支艦隊）。如果兩國海軍開戰，德國海軍將對英國造成足夠的傷害，使英國面臨失去海上主導地位的風險。由於英國依靠海軍來維持對大英帝國的控制，鐵必制認為，他們會選擇保持海軍優勢來保衛自己的帝國，讓德國成為世界強國，而不是以保住德國為代價而失去帝國威力較小。這個理論引發了20世紀頭十年德國和英國帝國之間的海軍軍備競賽。
這個理論基於這樣的假設：英國必須派遣艦隊進入北海封鎖德國港口（封鎖德國是皇家海軍能夠嚴重傷害德國的唯一途徑），而德國海軍則可以在那裡強行發動戰鬥。但由於德國的地理位置，英國可以透過關閉英吉利海峽進入北海的入口以及卑爾根與設得蘭群島之間的區域來封鎖德國。面對這一選擇，一位德國海軍上將評論道：“如果英國人這樣做，我們的海軍的角色將會很悲慘”，正確地預測了水面艦隊在第一次世界大戰期間的作用。
從政治和戰略角度來看，鐵必制的風險理論注定會失敗。從本質上來說，它迫使英國採取了先前英國當局無法接受的措施。為了集中艦隊對抗德國的威脅，英國必須與其他大國做出安排，使其主力海軍力量返回本土海域。第一個證據是1902年的英日條約，該條約允許中國艦隊的戰艦重新分配回歐洲。日本艦隊主要由英國造船廠建造，並在1904年至1905年的戰爭中徹底摧毀了俄羅斯海軍，使俄羅斯失去了強大的海上對手地位。為了加強本土海軍，必須削減地中海艦隊的規模，這也是英國與法國緩和關係並簽訂協約的重要影響因素。透過迫使英國與其最傳統的對手達成協議，鐵必制破壞了自己的政策。英國不再受到法國的威脅，而日本摧毀了俄羅斯艦隊，也使俄羅斯不再對英國構成海軍威脅。在短短幾年的時間裡，德國幾乎面臨皇家海軍全部兵力對抗其艦隊的威脅，而英國也將其列入了潛在敵人名單。鐵必制風險理論使得未來歐洲列強之間發生任何衝突時，英國更有可能站在德國敵人一邊，並且世界上最強大海軍的全部兵力將集中用於對抗德國艦隊。
1911年，鐵必制被任命為海軍元帥（Großadmiral），無需特許（該專利是德皇親自簽署的正式晉昇文件）。當時，德意志帝國海軍的海軍上將軍銜只有四個：海軍少將（海軍少將，相當於陸軍少將，但肩上沒有上將徽記）、海軍中將、海軍上將（相當於步兵上將，有兩個軍階）和海軍大將（相當於陸軍元帥）。鐵必制的肩章上有四個徽章，但他從未獲得海軍大將的權杖或相關徽章。

#### 第一次世界大戰
儘管他監督了建造計劃，但他認為戰爭來得太早，無法成功挑戰皇家海軍的水面艦隊，因為1900年的《艦隊法》已經包含了為期17年的時間表。鐵必制無法從其純粹的行政職位上指揮海軍行動，因此他成為無限制U型潛艇戰爭的直言不諱的發言人，他認為此舉可能會切斷英國的糧食供應並迫使他們接受條件。儘管德國海軍在1915年放棄了遵守巡洋艦規則，但在盧西塔尼亞號沉沒的強烈抗議之後，這項政策被扭轉。鐵必制是一位受歡迎的人物（據美國大使傑拉德說，這是因為他的攻擊性和鬍子），他利用德國媒體抗議一切限制，並以辭職相威脅，並開始與德皇鬧翻因此。當潛艇戰的限制未能解除時，他最終於1916年3月15日辭職。
儘管鐵必制支持無限制U型潛艇戰爭，但在他領導帝國海軍辦公室期間，他並不太重視潛艇建造。最終這項決定導致1917年新建U型潛艇嚴重短缺。

## 退伍之後

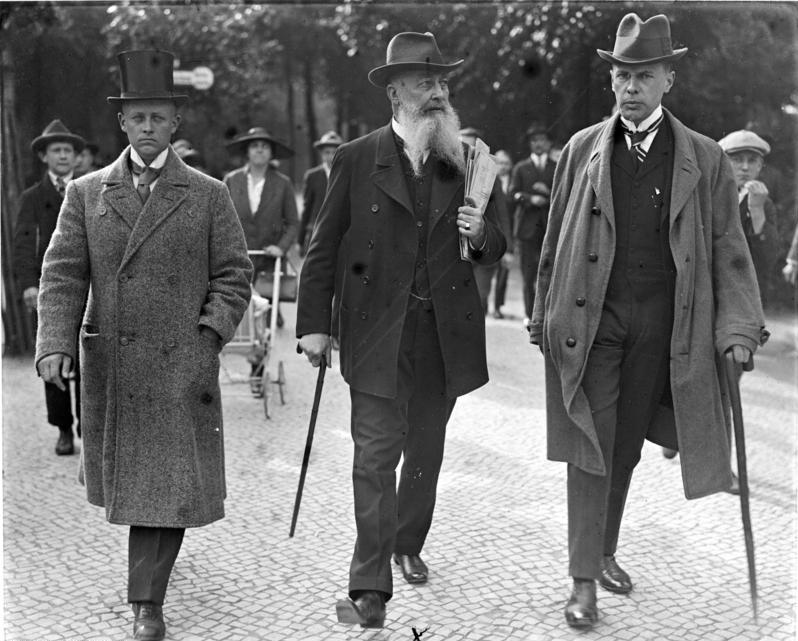
晚年的鐵必制

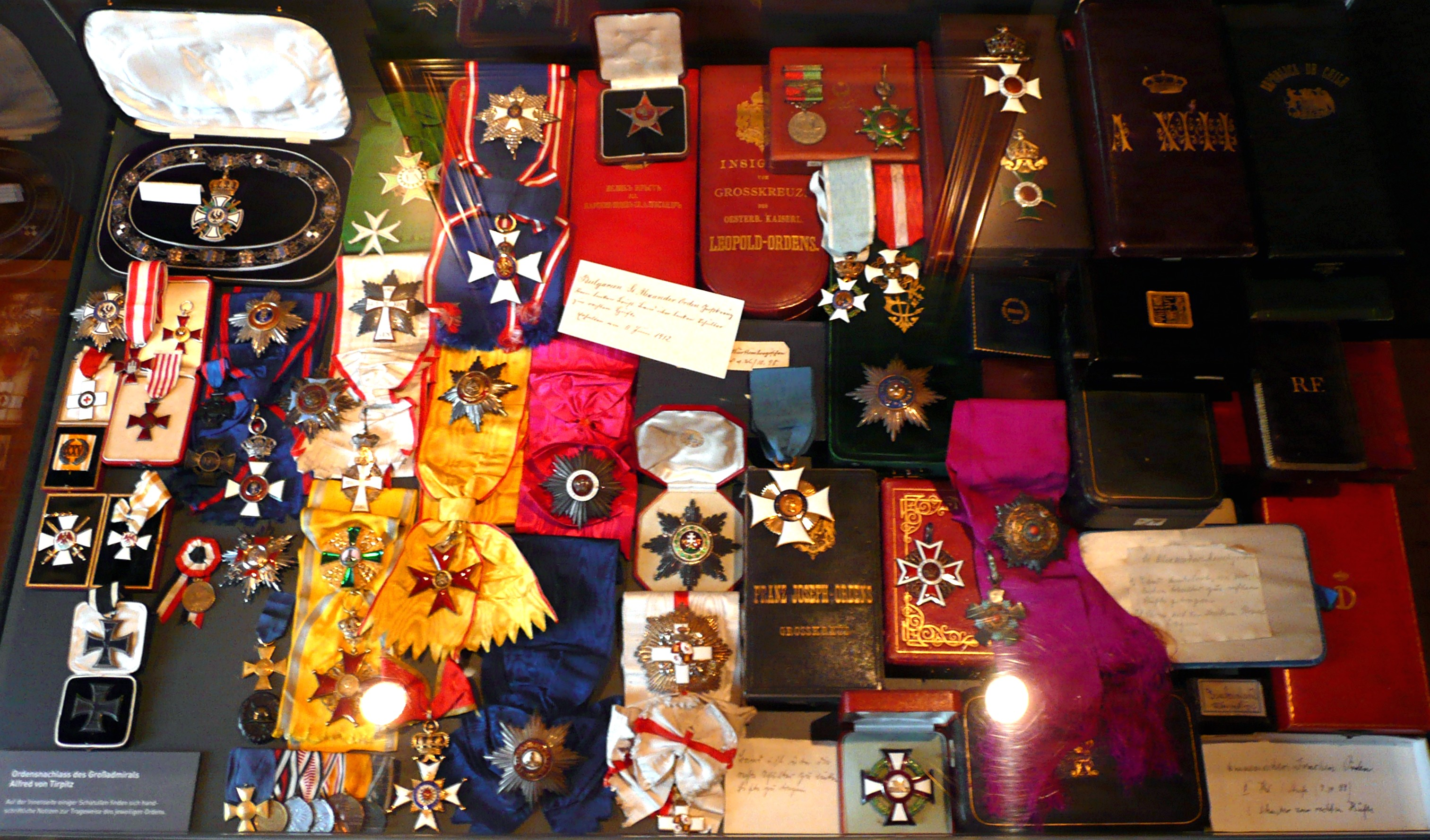
位於漢堡海軍博物館的鐵必制勳章收藏

1917年9月，鐵必制成為泛日耳曼民族主義政黨德意志祖國黨（Deutsche Vaterlandspartei）的共同創辦人。該黨由海因里希·克拉斯、康拉德·馮·旺根海姆男爵共同組織，鐵必制擔任主席，由沃爾夫岡·卡普擔任副主席。該黨吸引了談判和平的反對者；它組織反對國會中尋求和平談判的議會多數派。它試圖將議會之外的所有右翼政黨聚集在一起，這是以前從未做過的。在1918年夏天的巔峰時期，該黨約有125萬名黨員。它提議將陸軍元帥保羅·馮·興登堡和大將埃里希·魯登道夫任命為軍事國家的“人民皇帝”，其合法性基於戰爭和戰爭目標，而非帝國的議會政府。在德國國內，有人呼籲由興登堡和魯登道夫領導政變，推翻德國政府，必要時甚至推翻德皇。鐵必制在海軍聯盟以及大規模政治動亂中的經驗使他確信，政變的手段就在眼前。
鐵必制認為戰爭的主要目標之一必須是吞併西部的新領土，以使德國發展成為世界強國。這意味著守住比利時的澤布呂赫和奧斯坦德港，同時警惕主要敵人英國。他提議與俄羅斯簽訂單獨的和平條約，給予他們進入海洋的權利。德國將成為一個偉大的大陸國家，但只有擴大世界貿易並繼續與英國鬥爭才能保持其世界地位。他抱怨德國政策優柔寡斷、模稜兩可、自我保護的人道主義思想、以犧牲德國重大利益為代價安撫中立國的政策以及乞求和平。他呼籲發動猛烈的戰爭，不考慮外交和商業後果，並支持使用最極端的武器，特別是無限制的潛艇戰。祖國黨最終於1919年2月停止活動。

## 外部連結
- 在Find a Grave上的阿爾弗雷德·馮·鐵必制
- 有关阿爾弗雷德·馮·鐵必制在德国经济学中央图书馆（ZBW）20世纪新闻档案中的剪报。

| 官衔                          | 官衔                                  | 官衔                      |
| ----------------------------- | ------------------------------------- | ------------------------- |
| 前任者： 弗里德里希·馮·霍爾曼 | 國家海軍辦公室國務秘書 1897年－1916年 | 繼任者： 愛德華·馮·卡佩勒 |
| 奖项与成就                    |                                       |                           |
| 前任者： 詹姆斯·克雷格        | 時代封面人物 1924年6月2日             | 繼任者： 卡特·格拉斯      |